# Стефанчук Юрій Семенович
Ю́рій Семе́нович Стефанчу́к  (17 січня 1908, Роток — 10 жовтня 1995, Львів) — український художник театру; член Спілки радянських художників України з 1945 року.

## Біографія
Народився 4 [17] січня 1908 року в селі Роток (нині мікрорайон міста Білої Церкви Київської області, Україна). Протягом 1920—1925 років студіював рисунок у І. Міщенка у Білій Церкві та у 1923—1925 роках — театрально-декораційне мистецтво у Валентина Шкляєва у театральній майстерні Мистецького об'єднання «Березіль». У 1925—1928 роках працював гравером у Білоцерківській літодрукарні тресту «Держдрук». З 1928 по 1931 рік начався у Київському інституті пролетарської мистецької культури у Федора Кричевського, Фотія Красицького,Василя Касіяна, Іларіона Плещинського.
У 1931—1932 роках працював художником-постановником у Театрі музичної комедії Донбасу; з 1933 по 1963 рік — художником-постановником у Українському драматичному театрі імені Марії Заньковецької (з 1954 року — головний художник). Брав участь у гастролях театру в Ризі у 1948, 1951 роках, Москві у 1951 році. У 1964—1978 роках — головний художник Театру юного глядача імені Максима Горького у Львові. Член КПРС з 1964 року. Нагороджений орденом «Знак Пошани».
Мешкав у Львові в будинку на вулиці Лісній, № 16, квартира № 8. Помер у Львові 10 жовтня 1995 року. Похований у Львові на полі № 80 Личаківського цвинтаря. У 2007 році на могилі встановлено пам'ятник виконаний скульптором Олесем Дзиндрою.

## Творчість
Працював у галузі театрально-декораційного мистецтва. Оформив вистави:
- «Запорожець за Дунаєм» Семена Гулака-Артемовського (1931, Театр музичної комедії Донбасу);
- «Життя кличе» Володимира Білль-Білоцерковського (1934);
- «Наталка Полтавка» Івана Котляревського (1936);
- «Підеш — не вернешся» Івана Кочерги (1936);
- «Безталанна» (1939), «Мартин Боруля» (1944) та «Сава Чалий» (1957) Івана Карпенка-Карого;
- «Лісова пісня» Лесі Українки (1939);
- «Маруся Богуславка» Михайла Старицького (1942);
- «Шельменко-денщик» Григорія Квітки-Основ'яненка (1944);
- «На перші гулі» Степана Васильченка (1944);
- «Загибель ескадри» Олександра Корнійчука (1952);
- «Лимерівна» Панаса Мирного (1953);
- «Сон князя Святослава» Івана Франка (1953);
- «Гамлет» Вільяма Шекспіра (1957);
- «Фабричне дівчисько» Одександра Володіна (1966);
- «Човен хитається» Ярослава Галана (1967, Дрогобицький музично-драматичний театр);
- «Людов на світанні» Ярослава Галана (1971, Мукачівський російський драматичний театр).

За мотивами творів Тараса Шевченка  виконав декорації до:
- опери «Катерина» Миколи Аркаса (1933, Театр музичної комедії Донбасу, інсценізація Віктора Довбищенка);
- вистав:
  - «Гайдамаки» (1939, інсценізація Василя Харченка);
  - «Назар Стодоля» Тараса Шевченка (1942, інсценізація Віктора Івченка);
  - «Невольник» Марка Кропивницького (1961).

Як художник-декоратор  оформив постановки п'єс про життя і творчість Тараса Шевченка, зокрема:
- «Тарас Шевченко» Юрія Костюка (1945, інсценізація В. Скляренка; Львівський театр юного глядача імені Максима Горького);
- «Петербурзькі ночі» Василя Малакова і Д. Шкневського (1950, Український драматичний театр імені Марії Заньковецької);
- «І на волі — в'язень...» М. Михася (1964, Львівський театр юного глядача імені Максима Горького).

Автор портрета Тараса Шевченка (туш, 1961) та ескізу «Лілея» (акварель, 1946), виконаного до обкладинки лібрето. Портрет експонувався у 1965 році на персональній виставці художника у Львові, ескіз — на виставці у 1983 році.
Брав участь у Виставці театральних художників СРСР у Москві у 1954 році, всеукраїнських виставках театральних художників Української РСР у Києві у 1960, 1968, 1977 роках. Персональні виставки відбулися у Львові у 1963, 1972, 1978, 1983 роках.